# ブラック・フォン
『ブラック・フォン』（The Black Phone）は、2022年のアメリカ合衆国のサイコスリラー映画。スティーヴン・キングの息子、ジョー・ヒル原作の短編ホラー小説「黒電話」の映画化。監督はスコット・デリクソン、主演はイーサン・ホークとメイソン・テムズなど。

## ストーリー
1978年。コロラド州デンバー郊外に住むフィニーは気弱な少年で、家庭では高圧的な父親に怯え、学校では、いじめグループの標的にされていた。フィニーの町では、“グラバー”と呼ばれる謎の犯人による、少年の連続誘拐事件が続いていた。
フィニーの妹グウェンは、亡き母親譲りの予知夢を見る能力があり、誘拐現場を描写して刑事たちを驚かせた。しかし、父親は超能力を頭から否定し、夢の話をすると折檻されるのがグウェンの悩みだった。
手品師を名乗る“グラバー”に拐われ、地下室に監禁されるフィニー。その部屋には断線した黒電話とマットレスしか無かった。繋がらないのに鳴る黒電話。かけて来たのは、この部屋で殺された少年たちの霊だった。各々、自分が試した脱出方法を伝える少年たち。
妹のグウェンは予知夢によって、フィニーの監禁場所を探していた。殺された少年たちの手を借りて、“グラバー”の家を探し出すグウェン。パトカーも集まる中、“グラバー”を倒したフィニーが現れた。

## キャスト
※括弧内は日本語吹替。
- フィニー・ブレイク: メイソン・テムズ（ニケライ・ファラナーゼ） - 主人公。少年野球のピッチャーで、自作ロケットの打ち上げが趣味。
- グウェンドリン・ブレイク: マデリーン・マックグロウ（英語版）（工藤夕希） - フィニーの妹。予知夢を見ることができる。愛称はグウェン、グウェニー。
- テレンス・ブレイク: ジェレミー・デイヴィス（あべそういち） - フィニーとグウェンの父親。核施設のロッキーフラッツに勤務している。
- グラバー: イーサン・ホーク（咲野俊介） - 誘拐犯。原作での本名はアルバート。
- マックス: ジェームズ・ランソン（伊丸岡篤） - グラバーの弟。
- ライト刑事: E・ロジャー・ミッチェル（英語版）（片山公輔） - 誘拐事件を捜査している。
- ミラー刑事: トロイ・ルードシール（石川貴大） - ライトの相棒。
- ロビン・アレラーノ: ミゲル・カサレス・モーラ（内藤有海） - フィニーの親友。ケンカが強い。
- ブルース・ヤマダ: トリスタン・プラヴォン（篠田渚王也） - 少年野球の選手。
- ヴァンス・ホッパー: ブレイディ・ヘプナー（植田恭司） - ブロンドパーマの不良少年。
- ビリー・ショーウォルター: ジェイコブ・モーラン（蝦名彩香） - 新聞配達の少年。
- グリフィン・スタッグ: バンクス・レペッタ（飯野美紗子） - グラバーの犠牲者の一人。
- ムース: ジェイコブ・ゲイヴン・ワイルド（木村太飛） - ロビンとケンカをする少年。
- ドナ: レベッカ・クラーク（井田愛里紗） - フィニーが片思いしている少女。
- マット: ブレイディ・M・ライアン（大平あひる） - マッティ、パズとともにフィニーをいじめる少年。
- マッティ: ジョーダン・アイザイア・ホワイト（池田朋子）
- バズ: スペンサー・フィッツジェラルド（戸張琴子）

## 作中作
本作の舞台となる1978年までに製作された映像作品が、作中作として登場している。
- ハッピーデイズ - 登場人物のリッチーとフォンジー、ポッツィーについて言及されている。
- パートリッジ・ファミリー - 主演俳優の一人であるダニー・ボナデュースについて言及されている。
- 悪魔のいけにえ - 1974年のホラー映画。
- 燃えよドラゴン - 1973年のカンフー映画。
- ティングラー 背すじに潜む恐怖（英語版） - 1974年のホラー映画。
- デイビーとゴリアテ（英語版） - 1961年から1975年まで放映されたクレイアニメ。
- エマージェンシー！ - 1972年から1978年まで放映されたテレビドラマ。

## 原作
ジョー・ヒルの原作短編『黒電話』は、2004年に英国のホラー雑誌であるサード・オルタナティブ誌に掲載され、その後、2005年に彼の短編集『20世紀の幽霊たち』に収録され、イギリスの出版社より発刊された。この短編集は3種類の形態の限定版として発売された。その後、2007年にアメリカの出版社より、普及版のハードカバーも発売されている。　日本語訳は2008年に小学館より発刊。
本短編は、必要以上に長くしたくないというヒルの意向で、雑誌掲載時に最終章の数ページが削除されている。この削除部分は『黒電話［削除部分］』として、200部限定のハードカバー版にボーナス・マテリアルとして収録された。日本語訳版にもこの削除部分は収録されている。
また、収録作品についてのノートのなかで、この短編がSF作家のジャック・フィニイと関連があることを挙げている。

### 相違点
原作の舞台はイリノイ州ゲイルズバーグで、誘拐犯は“ゲイルズバーグの人さらい”と呼ばれている。犯人の本名はアルバートで、外見は肥満体の男となっている。また、主人公はジョン・フィニイという名前の13歳の少年で、両親ともに健在。妹のグウェンは登場せず、替わりに3歳年上のスザンナという名の姉が登場する。物語は主人公が誘拐される場面から始まり、学校内などでの描写はない。主人公が断線した電話で通話をするのは、原作ではブルース・ヤマダのみであるなどの違いがある。
原作の物語は、地下室内の描写と主人公の回想や想像のみで展開し、事件を捜査する刑事などは登場しない。ただし、映画版での主人公と誘拐犯のやり取りは、原作の会話の内容を、ほぼそのまま踏襲している。

### 削除部分
雑誌掲載されなかった削除部分では、3年後、16歳になった主人公が描かれる。彼が携帯電話を持つことから、原作の時代背景は、携帯電話の普及後である1990年代以降であることが分かる。

また、誘拐犯のフルネームがアルバート・クロスで、パーティー用品店の副支配人であったことなども明らかとなる。

## 評価
Rotten Tomatoesによれば、255件の評論のうち高評価は83%にあたる211件で、平均点は10点満点中7.1点、批評家の一致した見解は「『ブラック・フォン』はもっと怖くできたかもしれないが、恐ろしいほど優れた原作を、いい演技でおもしろく映画化したものであることに変わりはない。」となっている。
Metacriticによれば、38件の評論のうち、高評価は23件、賛否混在は12件、低評価は3件で、平均点は100点満点中65点となっている。

## 続編
2023年4月のシネマコンで、ジェイソン・ブラムは本作をブラムハウス・プロダクションズのフランチャイズの1つとし、続編の計画を発表した。続編はユニバーサル・ピクチャーズ配給で、2025年6月27日に公開予定であったが延期され、2025年10月17日に米国で公開予定となっている。
2023年にアメリカで配信された映画『V/H/S/85』（日本未公開、『V/H/S シンドローム』のシリーズ続編）内のエピソード、「Dreamkill」にグウェンのいとこのガンサー・ブレイクが登場しており、彼もグウェン同様に予知夢を見ることができる。なお、監督は本作と同じスコット・デリクソンが務めており、ガンサーを演じるダシール・デリクソンは彼の息子で『ブラック・フォン』にも出演している。